# Milk Morinaga
Morinaga Milk 森永 みるく (Morinaga Miruku?) (Tokyo, ...) è una fumettista giapponese.
I suoi lavori sono stati pubblicati quasi esclusivamente su riviste a tema yuri, da Yuri Shimai, passando per Comic Yuri Hime per giungere alla più recente (2009) Comic Hot Milk.
Il debutto ufficiale di Morinaga Milk come autrice di manga si è avuto con Cobalt Bunko un romanzo shōjo di cui l'artista ha curato le illustrazioni per la casa editrice Shūeisha.

## Opere

### Manga
- Amai Kuchibiru (あまいくちびる?)
  - Comic Hot Milk, Core Magazine, 10 marzo 2007, ISBN 978-4-86252-125-5
- Chocolate Kiss Kiss
- (2006) Girl Friends (ガールフレンドス?)
  - Comic High!, serializzato mensilmente su Futabasha
- Koi no Dracula
- Kuchibiru Tameiki Sakurairo (くちびる ためいき さくらいろ?)
  - Yuri Hime Comics, Ichijinsha, ISBN 978-4-7580-7001-0
- Mare (メア?, Mea)
  - Wani Magazine, ISBN 978-4-89829-944-9
- Milk Shell (ミルクシェル?, Miruku Sheru)
  - Comic Hot Milk, Core Magazine, 5 luglio 2002, ISBN 978-4-87734-568-6
- Sailor Moon DJ: Million Kisses
- Study After School (?)
  - Comic Hot Milk, Core Magazine, 24 marzo 2001, ISBN 978-4-87734-145-9 (pubblicazione originale), ISBN 978-4-87734-438-2 (nuova pubblicazione)
- To Odious You (にくらしいあなたへ?, Nikurashii Anata e)
  - Wani Magazine, ISBN 978-4-89829-414-7
- Wishing on the Moon (?)

### Videogiochi
- Marine Rouge (マリンルージュ?, Marin Rūju)
  - PC-98/Windows. Original design work.